# هیرویوکی کوبایاشی (بازیکن فوتبال)
هیرویوکی کوبایاشی (ژاپنی: 小林 宏之؛ زادهٔ ۱۸ آوریل ۱۹۸۰) یک بازیکن فوتبال اهل ژاپن است.
از باشگاه‌هایی که در آن بازی کرده‌است می‌توان به باشگاه فوتبال اوراوا رد دیاموندز، باشگاه فوتبال کاوازاکی فرونتال، باشگاه فوتبال یوکوهاما، باشگاه فوتبال بلاوبلیتز آکیتا و باشگاه فوتبال اوئیتا ترینیتا اشاره کرد.